# Crispín Velázquez
Crispín Velázquez (Villaguay, 1792 - abril de 1862) fue un militar argentino que secundó al general Urquiza en las guerras civiles argentinas.

## Las milicias de Entre Ríos
Dedicado a la ganadería durante toda su vida, era propietario de la estancia Ramblones, en las cercanías de Villaguay, además de que posteriormente obtendría otra por concesión del gobierno de la Provincia de Entre Ríos.
Se enroló como oficial de milicias en 1822, durante el gobierno de Lucio Norberto Mansilla. Prestó servicios militares, pero especialmente policiales, durante esa década.
En 1832 apoyó la segunda invasión de Ricardo López Jordán (padre) y Juan Lavalle desde el Uruguay, en la que también participó el después general Justo José de Urquiza. Salvó la vida de Lavalle, a quien encontró perdido mientras huía por el monte. A fines de ese año se incorporó a las filas del nuevo gobernador, Pascual Echagüe, que al año siguiente lo nombró comandante de Villaguay. Se asoció en varios negocios con Urquiza, de quien llegó a ser uno de sus más íntimos amigos.
En 1838 se sublevó contra el gobernador Echagüe y a favor de Urquiza. Pero este se negó a utilizar la única ayuda disponible, la de Lavalle o de Fructuoso Rivera, que acababan de vencer al presidente Manuel Oribe en la batalla de Palmar, con lo que la revolución quedó en la nada.

## Las guerras civiles
Formó parte del ejército entrerriano que invadió Uruguay en 1839, y participó de la batalla de Cagancha. Durante la invasión de Lavalle en 1840, combatió a órdenes de Echagüe en Don Cristóbal, Sauce Grande, y a órdenes de Urquiza en el combate de Arroyo del Animal.
En 1842, a órdenes de Urquiza, hostilizó al pequeño ejército del general Paz —que, aunque se había hecho nombrar gobernador de la provincia, no controlaba más que el territorio que pisaba— desde que partió desde Paraná hasta que llegó a la costa del río Uruguay. Logró la deserción de la casi totalidad de las fuerzas de Paz y, en el camino, derrotó a la división de los coroneles Faustino Velazco y Federico Báez en Nogoyá. Casi en el mismo sitio, junto al río Gualeguay, sería derrotado poco tiempo después por la caballería de Juan Pablo López.
Combatió en la batalla de Arroyo Grande como jefe de la segunda división de caballería. Participó de la invasión de Urquiza y Oribe al Uruguay, y en la larga campaña contra el general Rivera. Fue derrotado frente a Colonia por el coronel Venancio Flores, y cerca de Arroyo Grande por Juan Madariaga. De todos modos, la campaña era una sucesión de ventajas para Urquiza, y terminó en la victoria final, en la batalla de India Muerta, en marzo de 1845.
Hizo la campaña de 1847 a la provincia de Corrientes, y participó en la victoria de Potrero de Vences.

## Últimos años
En 1851 acompañó a Urquiza en su campaña hacia Montevideo, y a su regreso quedó como comandante militar de los departamentos de Tala, Villaguay y Nogoyá, mientras el gobernador dirigía la campaña contra Juan Manuel de Rosas, terminada en la batalla de Caseros. Tras la victoria, Urquiza ascendió al grado inmediato superior a todos los oficiales que participaron en ella, y a algunos que la habían hecho posible, como Velázquez, que fue ascendido al grado de general.
Combatió contra la invasión de Manuel Hornos a fines de ese mismo año de 1852.
Tuvo serios problemas por el exceso de crueldad con que ejecutaba a los ladrones de vacas, y también fue acusado de querer traicionar a Urquiza y pasarse al bando porteño. Pasó sus últimos años aquejado de una enfermedad grave, que llegó a afectar seriamente su mente. Tuvo serios problemas familiares con su esposa y sus varios hijos naturales. Sus vecinos y allegados debieron recurrir a la autoridad de Urquiza en más de una oportunidad para solucionar conflictos personales muy violentos. En sus últimos meses, estaba sencillamente loco.
Falleció en su estancia de Villaguay en abril de 1862.

## Su hijo Polonio
Su hijo Polonio Velázquez heredó el mando militar y político de su padre en Villaguay, además de la mayor parte de sus bienes. Había combatido en Caseros y participado en la defensa contra la invasión porteña de 1852. También luchó en Cepeda y Pavón; se dijo que fue el único oficial que recibió la orden directa de fingir la derrota en esa batalla, dictada personalmente por Urquiza. Apoyó la represión contra la revolución de Ricardo López Jordán en 1870, pero fue privado del mando de sus milicias, que le fue entregado a los generales porteños.